# Fehér küllő
A fehér küllő (Melanerpes candidus) a madarak (Aves) osztályának harkályalakúak (Piciformes) rendjébe, ezen belül a harkályfélék (Picidae) családjába tartozó faj.

## Előfordulása
Brazília, Bolívia, Paraguay, Uruguay és Argentína területén él. A nyílt térségeket kedveli.

## Megjelenése
Testhossza 24 centiméter. Feje, nyaka és hasa fehér. Háta, szárnya és farka fekete. Ujjai szétállnak, ami segíti a kapaszkodásban. Farkát támaszkodásra is használja.
|  |

## Életmódja
Fő tápláléka gyümölcs, de magvakat és haszonnövényeket is eszik.

## Szaporodása
Fákba vájt üregbe rakja tojásait.